# Budimski hribi
Budimski hribi (madžarsko Budai-hegység) je nizko hribovje številnih vrhov na budimski strani Budimpešte, glavnega mesta Madžarske. Najbolj znani, ki so znotraj meja mesta, so hrib Gellért, grajski hrib, Rózsadomb, hrib Sváb, hrib János, hrib Széchenyi. Ti griči so sestavljeni iz narave in stanovanjskih območij.

## Geologija
Budaörski dolomit anizijske-karnijske starosti (triasno obdobje) je najstarejša tvorba, ki se pojavlja v Budimskem gričevju. Mlajšo triasno sukcesijo sestavljajo rožnati dolomit in apnenec (bazinski facies) ter dolomit v kombinaciji z apnencem (platformni facies). Triasno površje je sestavljeno iz zakraselih karbonatov, ki jih prekriva zgornjeeocenska sukcesija iz konglomeratnih plasti.
V obdobju od končne krede do priabonija je bilo območje kraško kopensko okolje z izrazitimi reliefnimi razlikami. To je bil tudi čas erozije triasnih tvorb. Za celinsko obdobje (ki se je končalo s transgresijo v poznem eocenu) je bilo značilno oblikovanje majhnih aluvialnih stožcev ob vznožju pobočja. Ti so vsebovali znatne količine andezitnih klastov zaradi bližine izvornih kamnin andezita. Klasti so se nato lahko prenašali s periodičnimi tokovi po dolinah. Poznoeocenska transgresija je predelala nakopičene kopenske usedline.

## Gallery
- Hunyad-orom
- Pobočje s hribov
- Pogled s hriba Gellért